# Mormyrus hasselquistii
Mormyrus hasselquistii es una especie de pez elefante eléctrico en la familia Mormyridae presente en varias cuencas hidrográficas de África, entre ellas los ríos Nilo o Comoe, y los lagos Ebrie y Aguien, entre otros. Es nativo de Burkina Faso, Camerún, la República Centroafricana, Chad, Costa de Marfil, Etiopía, Gambia, Ghana, Guinea, Guinea-Bisáu, Malí, Níger, Nigeria, Senegal, Sudán, Tanzania y Togo; puede alcanzar un tamaño aproximado de 50 cm.
Respecto al estado de conservación, se puede indicar que de acuerdo a la IUCN, esta especie puede catalogarse en la categoría «Menos preocupante (LC)».